# Uranophora subflavescens
Uranophora subflavescens là một loài bướm đêm thuộc phân họ Arctiinae, họ Erebidae.